# Langhammer-Villa

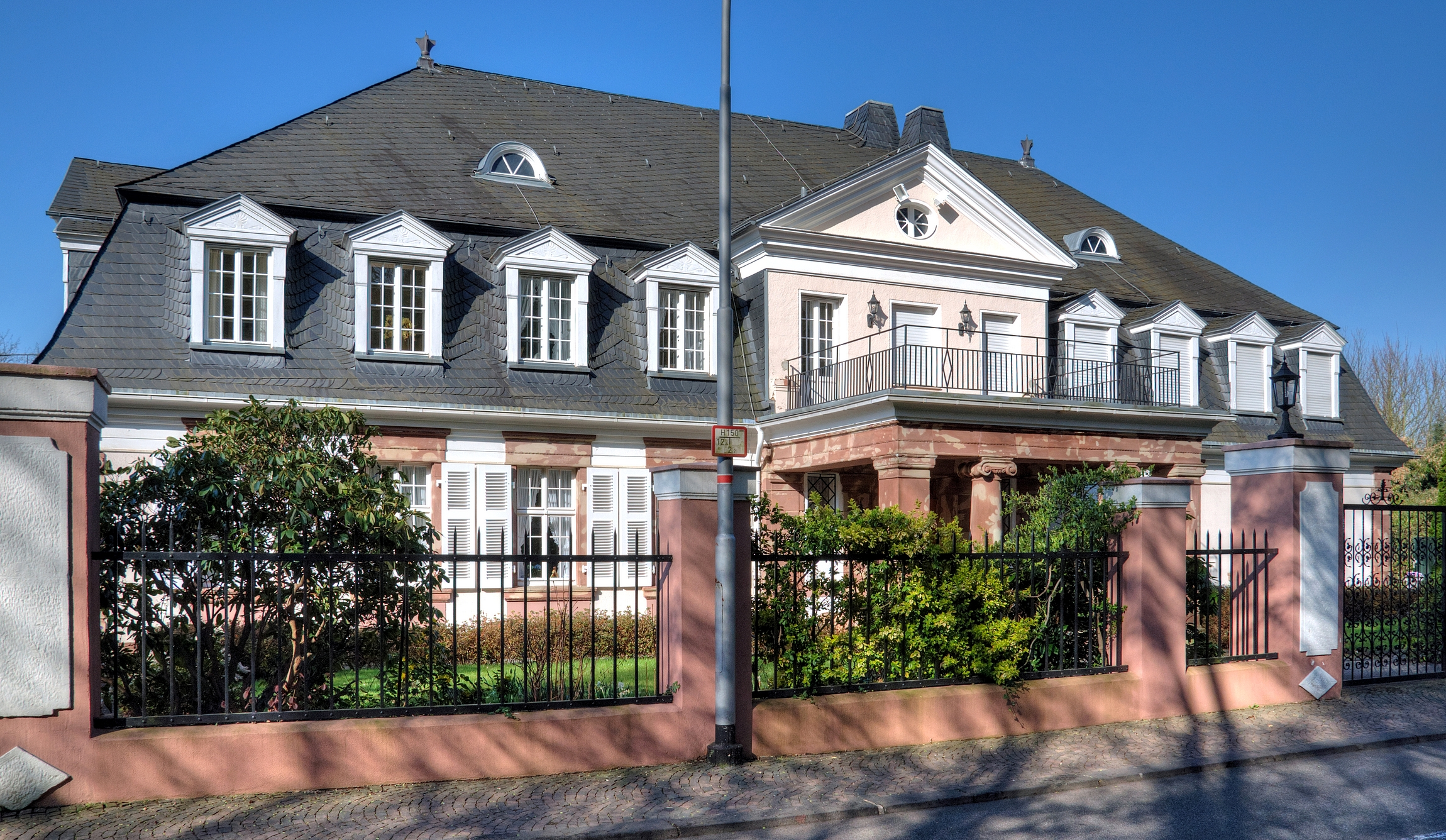
Haupteingang am Weinbergweg

Die Langhammer-Villa, auch Villa Seibert, ist ein denkmalgeschütztes Gebäude im Weinbergweg 6 in Saarbrücken.

## Geschichte
Der Stahlbaukonstruktionsfabrikant Bernhard Seibert ließ 1924/25 von dem Architekten Hans Weszkalnys eine repräsentative Villa in neobarocken Formen erbauen. Auch die Innenausstattung wurde im neobarocken Stil ausgeführt und ein barocker Lustgarten am Hang hinter dem Haus gestaltet.:107, 281

## Architektur
Das eingeschossige Schlösschen mit Mansard-Walmdach besitzt einen langgezogenen rechteckigen Grundriss. Der Eingang wird von einem mächtigen auf Säulen ruhenden Söller beherrscht. Man betritt diesen im Mansardgeschoss über einen dreiachsigen Mittelrisalit. Dieser wird von einem großen Dreiecksgiebel mit querovalem Fenster und Giebelgesims gekrönt. Der Risalit besitzt außerdem ein weit auskragendes Traufgesims, das stark profiliert ist. Die acht Sprossenfenster des Erdgeschosses liegen unter einem hohen Traufgesims. Die acht Fenster der Mansarde sind mit einer dreieckigen Verdachung geschmückt. Auffällig ist der weiß-rot gefleckte Sandstein der Fensterlaibungen und Fensterbänke. Auch das Traufgesims ist über den Fenstern in Sandstein gehalten, genauso wie der Söller mit den quadratischen Ecksäulen, den beiden mittleren Rundsäulen mit ionischen Kapitellen und den Pilastern.
Die Rückseite des Gebäudes ist der Straßenseite sehr ähnlich. Allerdings sind beiderseits des Mittelrisalits nur drei Fensterachsen. Anstelle des Söllers ist dem Risalit hier eine halbrunde Auslucht vorgebaut. Auch die beiden Giebelseiten besitzen im Erdgeschoss halbrunde Ausluchten, die über Dachgauben begehbar sind.